# Operazioni navali nella guerra d'inverno
Le operazioni navali nella guerra d'inverno si svolsero tra il novembre 1939 e il gennaio 1940, pur limitate dal ghiaccio che bloccò il mar Baltico e, di conseguenza, le forze degli schieramenti contrapposti: la Marina sovietica e quella finlandese. La portata dei combattimenti navali fu esigua, nel complesso, data la sproporzione numerica tra i contendenti e la decisione finlandese di evitare qualsiasi battaglia navale tradizionale; perciò gran parte delle operazioni finniche fu portata avanti dal naviglio sottile e dai sommergibili. I sovietici si concentrarono in bombardamenti del litorale e delle isole avversarie, generando svariati scontri con l'artiglieria costiera finlandese. Le manovre marittime dei belligeranti ebbero praticamente fine con il completo congelamento del mar Baltico a inizio 1940, in generale con impatto minimo sul conflitto.

## Situazione generale
La firma del patto Molotov-Ribbentrop con la Germania nazista nell'agosto 1939 diede mano libera all'Unione Sovietica per estendere la propria zona d'influenza politico-militare nei Paesi baltici, in Polonia e in Finlandia. L'URSS entrò in Polonia dopo che la Wehrmacht aveva invaso il paese a partire dal 1º settembre, e ben presto chiese ai Paesi baltici di poter usufruire di basi aeronavali. Alla Finlandia, invece, il governo sovietico cercò di strappare per via negoziale parte dell'istmo di Carelia, alcune isole nel golfo di Finlandia e altri territori minori in cambio della cessione dei distretti di Repola e Porajärvi nella Carelia sovietica. Il rifiuto finlandese portò i sovietici a rompere i rapporti diplomatici il 28 novembre e due giorni dopo ad attaccare il paese.

## Forze in campo

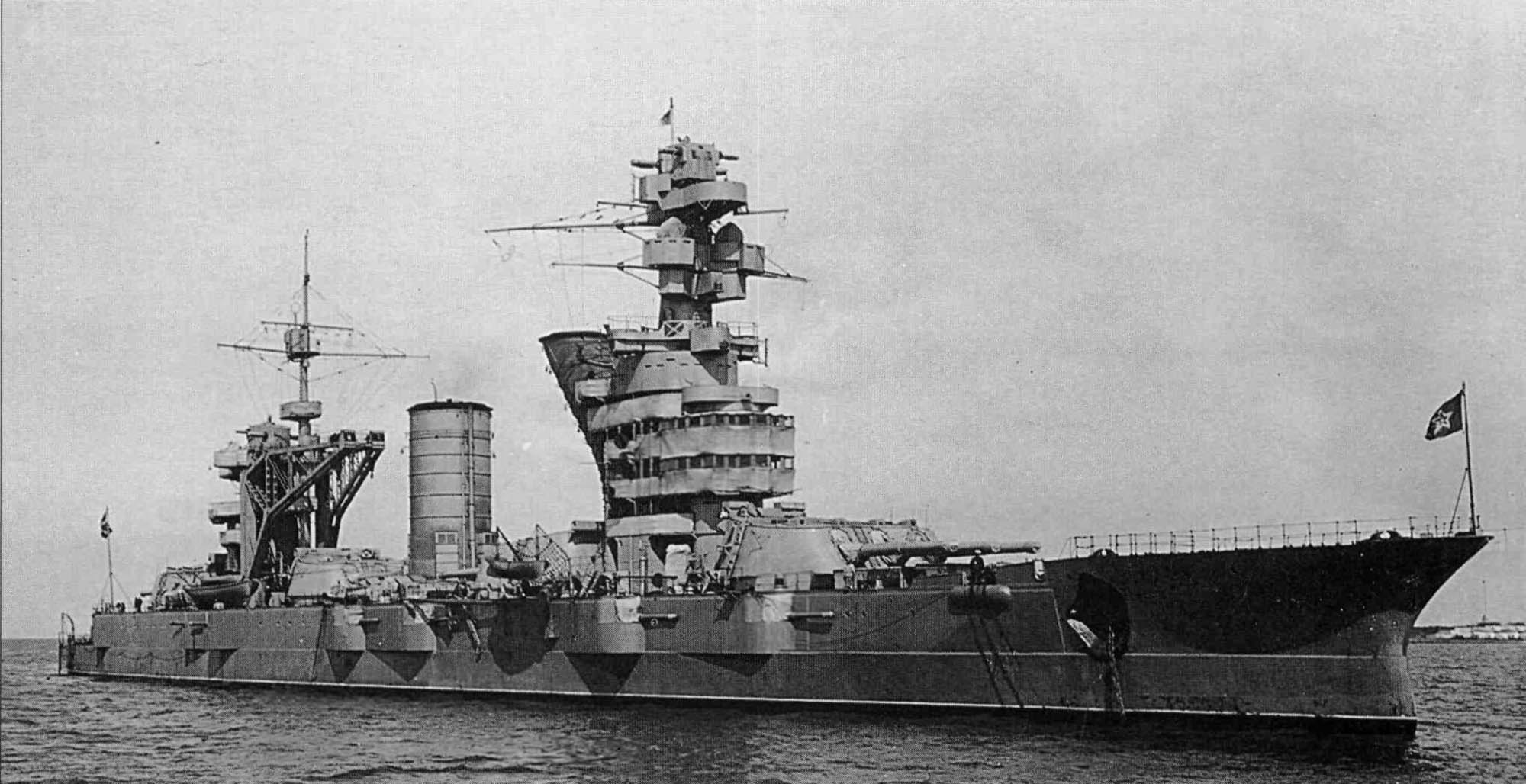
La Oktjabr'skaja Revoljucija dopo il rammodernamento nel 1936

Il mar Baltico incominciò a ghiacciare alla fine di dicembre, rendendo difficile la navigazione delle unità da guerra; a metà inverno, solo i sommergibili e le navi rompighiaccio potevano ancora muoversi. Le operazioni furono limitate anche a causa delle problematiche che affliggevano la Flotta del Baltico sovietica, carente di addestramento, di una valida struttura logistica e di mezzi da sbarco, impedendole di intraprendere azioni su larga scala nonostante, sulla carta, fosse notevole. In organico vi erano due navi da battaglia (Marat e Oktjabr'skaja Revoljucija) con cannoni da 305 mm, appartenenti alla classe Gangut del 1911, ma rimodernate nel 1936; il moderno incrociatore pesante Kirov con cannoni da 180 mm, circa venti tra cacciatorpediniere e conduttori di flottiglia, cinquanta motosiluranti, cinquantadue sommergibili e altri vascelli minori ancorati a Paldiski, Tallinn e Liepāja. V'erano infine i reparti dell'aviazione di marina sovietica, numerosi anche se spesso equipaggiati con macchine obsolete.
La Marina finlandese era una forza prevalentemente costiera: schierava due corazzate costiere classe Väinämöinen (Ilmarinen, Väinämöinen), cinque sommergibili, sette motosiluranti, quattro cannoniere (Turunmaa, Karjala, Uusimaa, Hämeenmaa), un posamine e otto dragamine (6 classe Ahven, 2 classe Rautu). Gli uomini in servizio erano 33200, di cui 20700 destinati alla difesa delle coste. Solo una piccola parte di queste forze prese parte ad azioni offensive. Esistevano varie postazioni di difesa costiera a Örö, Russarö, Utö e Lypertö, presidiate da unità dell'artiglieria inquadrate nella marina. Le isole Åland vennero dotate di postazioni di artiglieria, con sei batterie; a Turku si trovava un battaglione di artiglieria costiera indipendente (Turun Erillinen Rannikkotykistöpatteristo, poi 1. Erillinen Rannikkotykistöpatteristo).
Dei cinque sommergibili, tre erano della classe Vetehinen. Il capoclasse Vesihiisi e l'Iku-Turso erano stati costruiti con tecnologia tedesca presso cantieri navali locali dalla compagnia olandese Ingenieurskantoor voor Scheepsbouw; erano battelli moderni da 500 tonnellate che vennero però concepiti anche come posamine e, quindi, erano appesantiti dall'attrezzatura apposita a scapito della dotazione di siluri: in ogni caso, le ridotte profondità medie del mar Baltico impedirono operazioni con battelli di grandi dimensioni. A questi si aggiungeva il più piccolo Saukko, di modeste caratteristiche nautiche, e il tedesco Vesikko, capostipite degli U-Boot Tipo II. Questi battelli furono impiegati per missioni offensive, ma senza esito date le scarse velocità e manovrabilità. Un esempio fu il bombardamento del forte di Russarö il 1º dicembre, quando il Vesikko e il Saukko vennero inviati contro l'incrociatore sovietico Kirov, ma non riuscirono a raggiungerlo in quanto il bombardamento durò solo dieci minuti e da una distanza di 20 km.
Il problema maggiore della marina finlandese era la qualità degli armamenti: solo la Ilmarinen e la Väinämöinen montavano moderni cannoni da 254 mm e 105 mm; tutte le altre navi avevano invece antiquati cannoni della prima guerra mondiale o dell'era zarista; anche i siluri e circa la metà delle mine navali erano risalenti al primo conflitto mondiale, quest'ultime con una carica esplosiva di soli 75–100 kg. Riguardo alle bombe di profondità, la marina finlandese ne aveva in carico 520, ma la metà di queste era inutilizzabile.

## Svolgimento delle operazioni

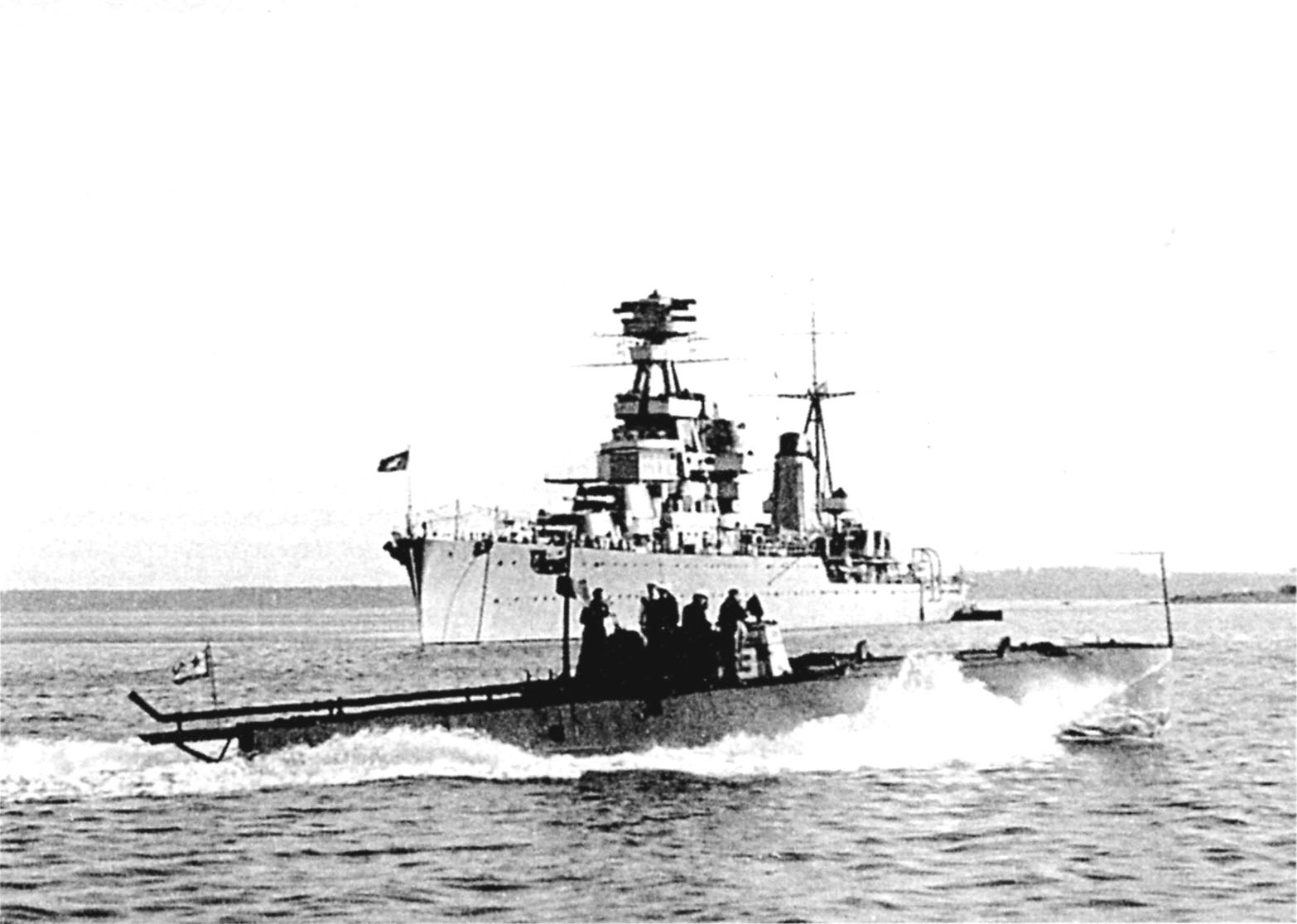
L'incrociatore sovietico Kirov nel 1940, fotografato insieme a una motosilurante

Le operazioni iniziarono, senza preavviso da parte dei sovietici, con un attacco alle isole del golfo di Finlandia. Il 30 novembre 1939 la corazzata costiera Ilmarinen fu attaccata senza esito da alcuni bombardieri sovietici SB-2 mentre era all'ancora a Högsåra; fu immediatamente spostata a Lohmi in modo che la successiva ondata di attaccanti trovò l'ancoraggio vuoto. La nave passò il resto della guerra a Turku, dove contribuì alla difesa antiaerea della città coi suoi pezzi da 105 mm che abbatterono uno o due aerei nemici; per l'occasione i ponti vennero dipinti di bianco e si lasciò che la neve ammantasse il ponte di coperta, per migliorare la mimetizzazione. Il 7 dicembre 1939 Mosca annunciò l'inizio di un blocco navale che comportò alcune perdite tra le navi finlandesi, così come per alcuni dei battelli neutrali che solcavano il Baltico. La marina finlandese tentò, con le sue scarse forze, di tenere aperte le vie di comunicazione con la Svezia anche attraverso la posa di campi minati, per ostacolare le operazioni avversarie.

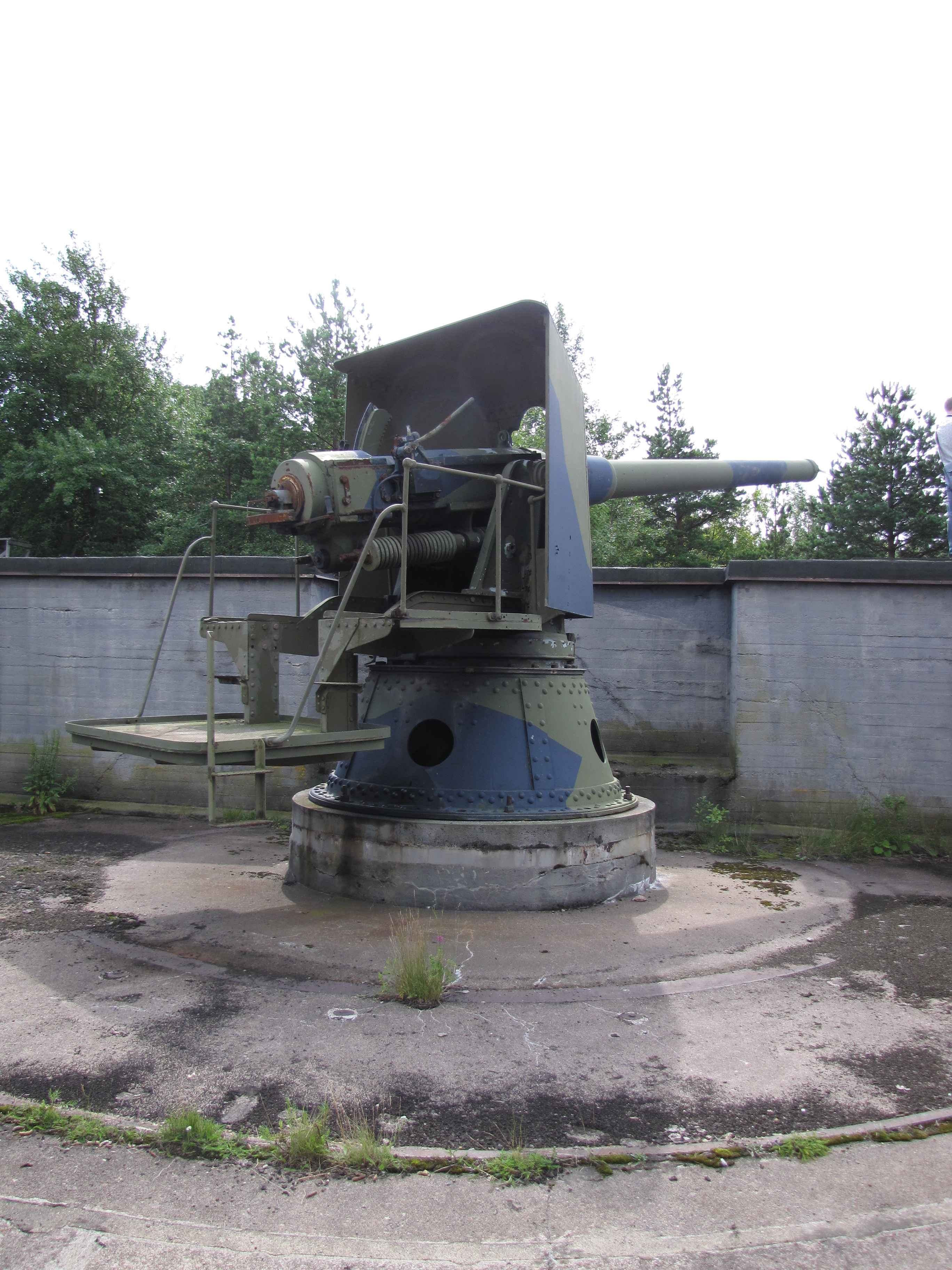
Un cannone Canet modello 1897 da 152 mm sull'isola di Kuivasaari

Stalin aveva proposto un blocco totale dei porti finlandesi mediante l'uso dei sommergibili, ma fu dissuaso dal Commissario alla marina ammiraglio Nikolaj Gerasimovič Kuznecov, per le insidie rappresentate dalla frastagliata costa finlandese e dalle numerose isole e canali. I sommergibili basati a Liepāja furono attivi fra le isole Åland e il golfo di Botnia, mentre quelli basati a Paldiski, Tallinn e Kronštadt operarono nel golfo di Finlandia. In genere i sommergibili sovietici operarono in coppia, rivelando spesso la loro posizione a causa delle intense comunicazioni radio con le proprie basi: ciononostante, la lotta antisommergibile finlandese fu assai inefficace, ma per converso i battelli sovietici affondarono una sola nave avversaria con i siluri e poche altre a colpi di cannone. Alcune navi neutrali furono attaccate per errore: il 10 dicembre il vaporetto estone Kassari fu affondato dal sommergibile Šč 323 al largo di Utö e il vaporetto tedesco Bolheim fu affondato dal sommergibile S-1 a sud-ovest di Sappi. Il 5 gennaio 1940 il vaporetto svedese Fenris fu affondato dai colpi di cannone sparati dal sommergibile Šč 311 vicino Sydostbrotten. L'unica nave mercantile finlandese affondata dai sommergibili sovietici fu la Wilpas, cannoneggiata e affondata dal sommergibile Šč 311 del tenente di vascello F.G. Vershinin il 29 dicembre; Vershinin rivendicò l'affondamento di tre navi da trasporto finlandesi durante la guerra e fu proclamato Eroe dell'Unione Sovietica e il suo sommergibile fu decorato con l'Ordine della Bandiera rossa. L'S-2 fu l'unico sommergibile sovietico perduto, avendo incappato in un campo minato finlandese presso l'isola Märket; affondò con l'intero equipaggio.
I sovietici tentarono di condurre l'attacco contro la Finlandia anche dal mare e, sebbene riuscissero ad occupare alcune piccole isole al largo (il 1º dicembre 1939, ad esempio, fu conquistata Suursari, difesa da un distaccamento di trenta soldati finlandesi), fallirono nel tentativo di sbarcare sul continente: la Finlandia aveva numerose batterie costiere, in gran parte eredità di quando era parte dell'Impero russo, per difendere le baie più importanti e le basi navali. La flotta sovietica del Baltico bombardò Porvoo, circa 32 km a est di Helsinki, e tentò di sbarcare truppe d'assalto, ma fu respinta dal fuoco dei cannoni finlandesi. Il 1º dicembre la batteria dell'isola di Russarö (sei cannoni da 254 mm e altrettanti da 75 mm) respinse un attacco portato dall'incrociatore sovietico Kirov, scortato dai due cacciatorpediniere Stremitel'nyj e Smetlivyj; l'incrociatore riportò alcuni danni, diciassette morti e trenta feriti. Due settimane dopo, 14 dicembre, il forte di Utö (quattro cannoni da 152 mm) duellò con altri due cacciatorpediniere sovietici, il Gnevnyj e il Grozâŝij; riuscì probabilmente a colpirne uno e le due unità si ritirarono dietro una cortina fumogena. Il 18 dicembre la corazzata Oktjabr'skaja Revoljucija bombardò il forte di Saarenpää (sei cannoni da 254 mm e due da 152 mm) con l'appoggio dell'aviazione, lasciando il giorno dopo il posto alla Marat, che fu colpita dal fuoco finlandese e costretta a ritirarsi. Anche Turku e Hanko furono bombardate.

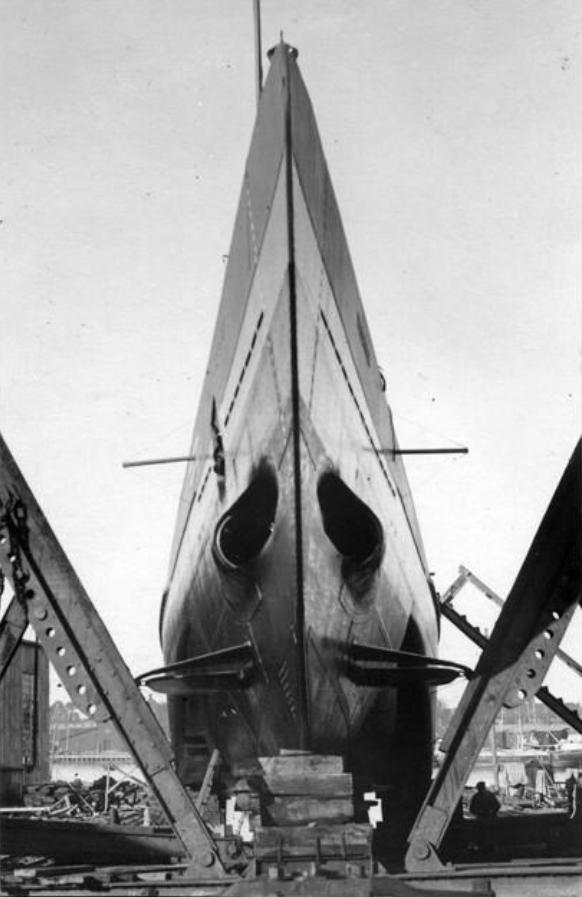
Vista frontale di un esemplare classe Vetehinen

L'aviazione sovietica attaccò navi e baie finlandesi e minò le linee di comunicazione marittime, ma il suo contributo non fu decisivo e, più in generale, il blocco navale non ottenne i risultati sperati. Il numero delle navi da trasporto finlandesi affondate non è identico tra le varie fonti: alcune riportano ventisei navi da trasporto affondate, altre solamente cinque (Wilpas, Leo, Kaija, Notung, Rigel). Un'unità di scorta, la Aura II, yacht presidenziale trasformato con l'aggiunta di un impianto per il lancio di bombe di profondità, andò perduta il 13 gennaio 1940 per la detonazione delle sue stesse cariche di profondità durante le operazioni di scorta a un convoglio, mentre dava la caccia al sommergibile Šč 324. Le due navi da carico scortate, la Anneberg, la Hebe e la nave passeggeri Bore I, diretta in Svezia, riuscirono a sfuggire senza danni.
Sul fronte della Lapponia, la Flotta del Nord sovietica deteneva il totale controllo dello specchio di mare davanti al porto finlandese di Petsamo, difeso solo da un piccolo distaccamento navale delle guardie di frontiera. Il 1º dicembre 1939, mentre altre truppe attraversavano il confine via terra, una flottiglia di unità leggere scortate dai cacciatorpediniere Karl Liebknecht, Grozny e Valeryan Kuybyshev e da alcuni dragamine sbarcarono elementi della 52ª Divisione fanteria nelle vicinanze del porto, catturandolo senza grosse difficoltà; la guarnigione non oppose alcuna resistenza ma, prima di evacuare la città, fece arenare e incendiò il pattugliatore Turja e la nave da collegamento Jäämeri. I sommergibili Šč-402 e Šč-404 furono dislocati al largo della penisola di Varanger per intercettare eventuali incursioni di navi anglo-francesi in appoggio dei finlandesi, ma nessuna azione in tal senso fu tentata.
Operazioni navali ebbero luogo anche nel vasto lago Ladoga, pattugliato da una modesta flottiglia finlandese, che si adoperò nella posa di sbarramenti di mine navali, nonché nell'appoggio alle operazioni terrestri: in tali azioni si distinsero le piccole cannoniere Aallokas, Tarmo e Vulcan. Il 17 gennaio 1940, comunque, ogni movimento fu sospeso a causa del completo congelamento del lago, pertanto i cannoni delle navi furono smontati per essere impiegati a terra; la superiorità aerea sovietica stava del resto compromettendo l'operatività del piccolo distaccamento finlandese: il 22 gennaio la nave da trasporto Valamon Luostari fu affondata in attacchi aerei nel porto di Vanha Niikkananlahti, l'unica unità perduta in azione bellica nel lago.
Le operazioni navali calarono sensibilmente a partire dall'inizio del gennaio 1940 per via delle temperature estremamente basse che avevano ghiacciato anche la porzione occidentale del golfo di Finlandia e, per la fine del mese, si interruppero completamente anche le operazioni dei sommergibili sovietici.